# Komentarz do podróży Cooka

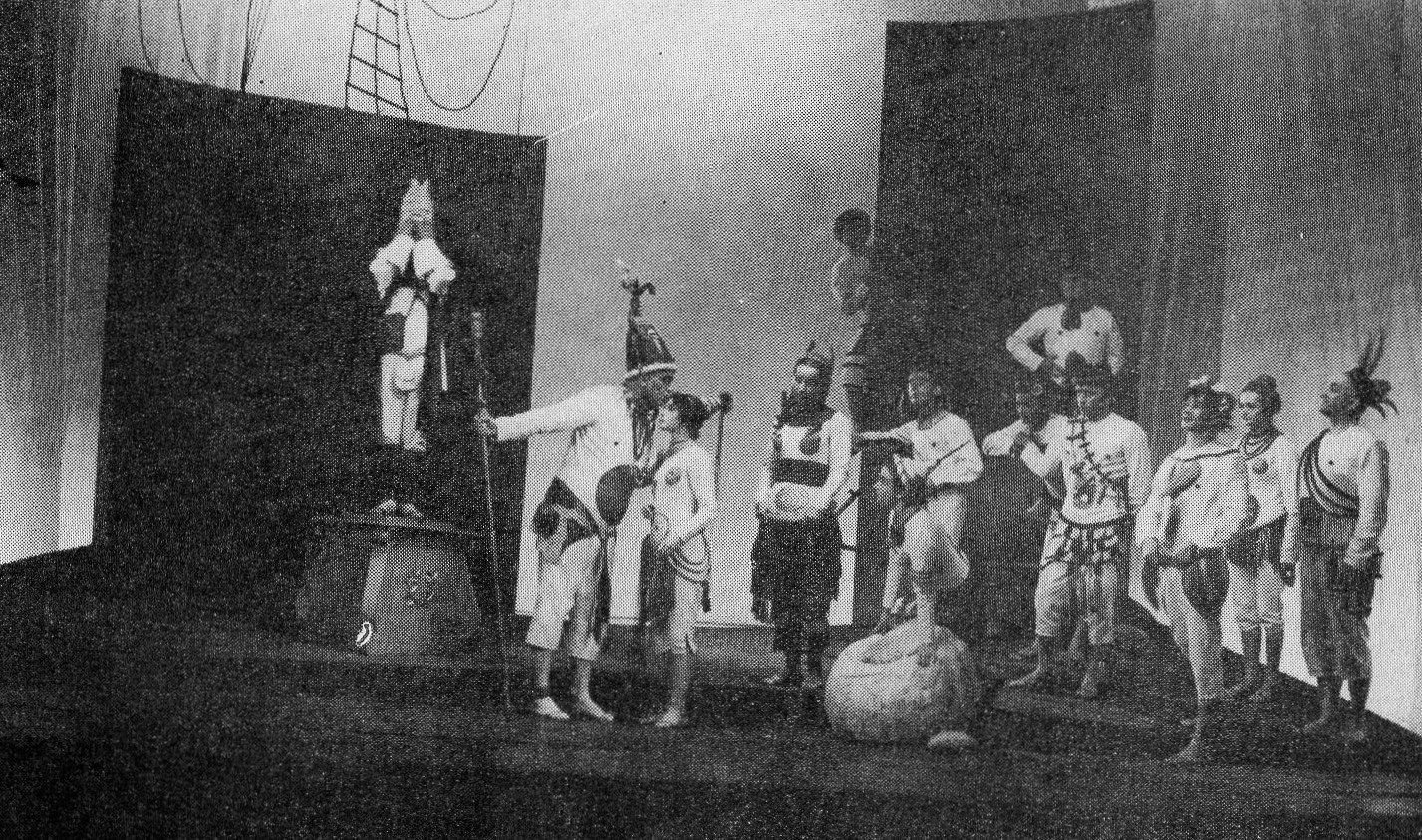
Premiera kielecka w 1956

Komentarz do podróży Cooka (także: Przyczynek do podróży Cooka, fr. Supplément au voyage de Cook) – komedia w jednym akcie autorstwa Jeana Giraudoux z 1935.

## Geneza i treść
Tytuł nawiązuje do dzieła Denisa Diderota zatytułowanego Supplément au voyage de Bougainville, będącego z kolei dialogiem na temat książki Louis Antoine'a de Bougainville'a – Voyage autour du monde par la frégate de roi La Boudeuse et la flute L'Étoile (pol.: Podróż Bougainville’a dookoła świata). Dla Giraudoux konfrontacja dwóch kultur – dzikiej i cywilizowanej, opartej na nieuwzględnianiu w tworzeniu zasad moralnych naturalnych ludzkich instynktów, musi prowadzić do katastrofy tej drugiej. Autor jednak traktuje te zmagania, jako podstawę dla stworzenia komedii o silnych akcentach satyrycznych i nie pozbawionej wątków tragicznych. Demaskuje paradoksalność sztucznie tworzonych zasad moralnych. Od Diderota zapożyczył postać Tahitańczyka Uturu, a jako reprezentanta zakłamanej społeczności Europejczyków, wdrażających tubylcom pojęcia moralne, ekonomiczne i ogólnocywilizacyjne, przedstawił prowizora kościoła prezbiteriańskiego Mr. Banksa oraz jego małżonkę.

## Pokazy
Premiera odbyła się w Théâtre de l'Athénée 21 listopada 1935, jako dodatek do dramatu Wojny trojańskiej nie będzie tego samego autora. W Polsce po raz pierwszy dzieło zaprezentowano w Teatrze im. Stefana Żeromskiego w Kielcach (reż. Irena Byrska, scenografia Liliana Jankowska i Antoni Tośta) 29 maja 1956. W 1960 pokazał je Teatr Polski w Warszawie, a w 1964 Adam Hanuszkiewicz wyreżyserował je dla Teatru Telewizji.